# Golinka (Barzkowice)
Golinka – kolonia osady Barzkowice w Polsce, położona w województwie zachodniopomorskim, w powiecie stargardzkim, w gminie Stargard. Wchodzi w skład sołectwa Barzkowice.
W latach 1975–1998 kolonia administracyjnie należała do województwa szczecińskiego.